# Szicsovkai járás

A Szicsovkai járás a Szmolenszki területen

A Szicsovkai járás (oroszul Сычёвский район) Oroszország egyik járása a Szmolenszki területen. Székhelye Szicsovka.

## Népesség
- 2010-ben 13 405 lakosa volt.